# Tunnel der Warschauer Südumgehung
Der Tunnel der Warschauer Südumgehung (Tunel Południowej Obwodnicy Warszawy) ist ein Teil des Warschauer Schnellstraßenrings und verläuft auf einer Länge von 2,3 Kilometern im Stadtdistrikt Ursynów. Er ist der längste Tunnel Warschaus und der längste Straßentunnel Polens. Das Bauwerk wurde in Schlitzwandtechnologie und Deckelbauweise errichtet. Baugeneralunternehmer ist die Astaldi SpA. Der Tunnel wurde am 20. Dezember 2021 für den Kraftfahrzeugverkehr geöffnet.

## Verlauf
Im Tunnel wird die in West-Ost-Richtung verlaufende Schnellstraße 2 als südlicher Abschnitt des Umgehungsringes (Południowa Obwodnica Warszawy) geführt, er ist also Teil der Europastraße 30. Die Tunnel-Ein- und -Ausfahrten befinden sich an der Puławska-Straße sowie der Warschauer Weichselböschung, die hier die Distrikte Wilanów und Ursynów trennt. In Ursynów verläuft der Tunnel entlang der Filipiny-Płaskowickiej-Straße und unterquert u. a. die Rotmistrza-Witolda-Pileckiego- und die Stryjeńskich-Straßen, die Aleja Komisji Edukacji Narodowej, die Warschauer U-Bahn-Linie M1 sowie die Jana-Rosoła-Straße. Nach Austritt aus der Weichselböschung wird die Schnellstraße am Wohngebiet Miasteczko Wilanów vorbei zur Ende des Jahres 2020 fertiggestellten südlichsten Weichselbrücke Warschaus und von dort Richtung Osten zur Anschlussstelle an der Trasa Lubelska (Węzeł Lubelska) weitergeführt. Die Nutzung der Südumgehung ermöglicht eine kreuzungsfreie Stadtdurchfahrt Warschaus.

## Ausstattung

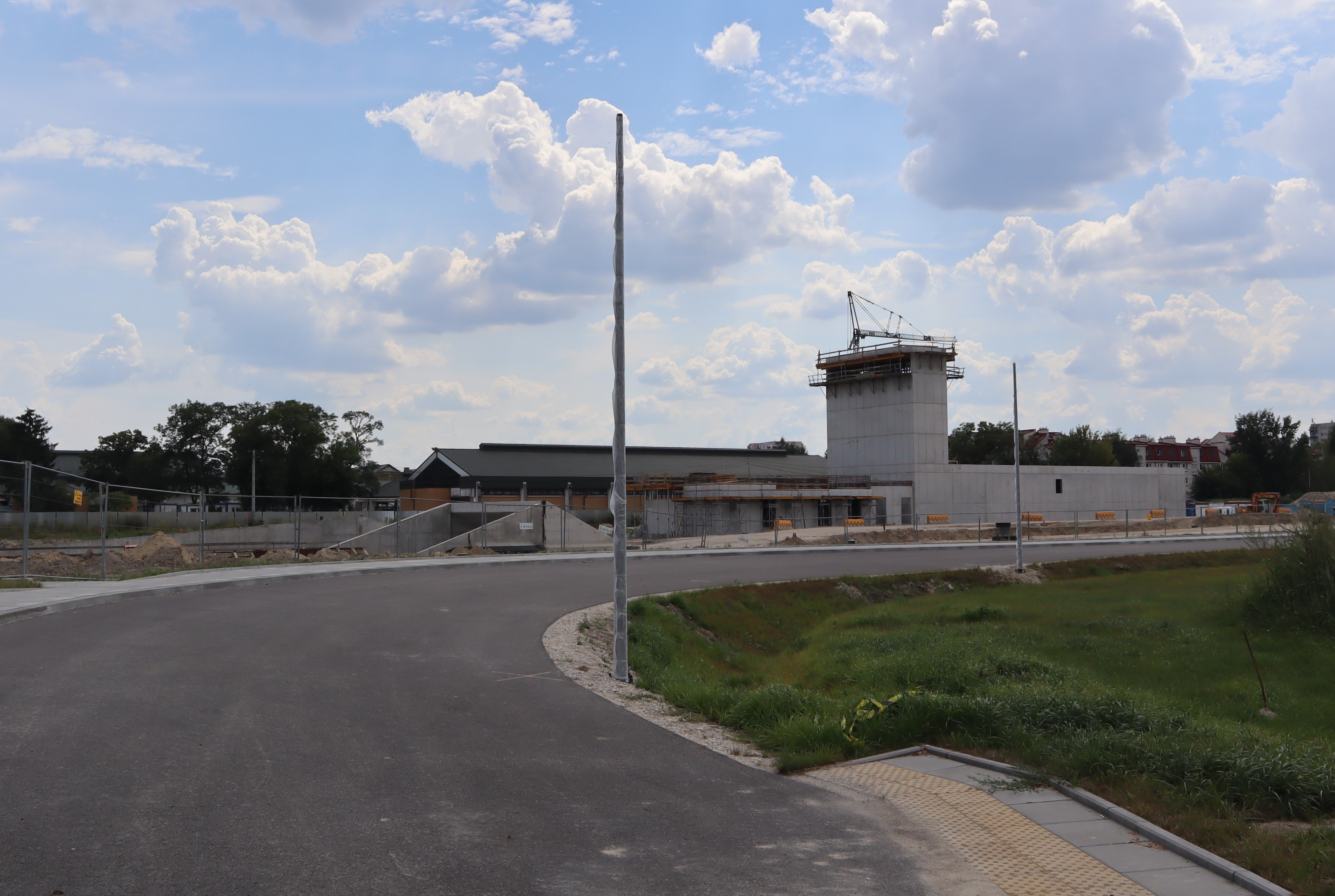
Bau des Abluftkamins am ostwärtigen Portal

Neben zwei Fahrtrassen gibt es eine Strecke, die zu Wartungsmaßnahmen und als Notausgang genutzt werden soll. Die beiden Trassen werden über je eine dreispurige Betonstraße (14,5 Meter) und eine Notspur (3,75 Meter) verfügen. Auf beiden Straßenseiten werden sich je 1 Meter breite Fluchtwege befinden.
Zur Tunnelausstattung werden Kameras gehören, die Kennzeichen scannen und Fahrzeuge zählen.  An den beiden Portalen werden je 15 Meter hohe Abluftkamine errichtet.
Die zulässige Höchstgeschwindigkeit wird 80 km/h betragen. Ein Befahren des Tunnels von Transportfahrzeugen mit Gefahrgut wird untersagt sein.

## Bau
Die Anlage einer Schnellstraße durch Ursynów war seit den 1970er Jahren geplant. Entsprechend waren die Flächen der vorgesehenen Trasse oberirdisch nicht bebaut worden; es befanden sich hier nur Parkplätze, Grünflächen, Baracken und Wochenmärkte. Allerdings erstreckten sich im Untergrund dichte Leitungs- und Kanalisationsnetze zwischen den beiden durch die freigehaltene Trasse getrennten Teile des ansonsten eng besiedelten Distriktes. Die notwendigen Bauvorbereitungen/Verlegungen gestalteten sich entsprechend problematisch und unerwartet zeitaufwändig.
Der Boden im Trassenverlauf besteht aus feinem und lehmigen Sand (bis 3 Meter Tiefe), sandigem Lehm (3 bis 12 Meter Tiefe) und mittlerem und feinem Sand (12 bis 20 Meter Tiefe). Der Grundwasserspiegel befindet sich in einer Tiefe von 12 bis 14 Metern. Der Tunnelbau erfolgte im Cut-and-Cover-Verfahren (auch als Mailänder Modell bezeichnet). Hierbei wird in offener Tunnelbauweise nach Voraushub auf zunächst eingebrachte Schlitzwände die Tunneldecke betoniert und in Folge unterhalb dieser Decke der Tunnel ausgebaggert und angelegt. Das Tiefbau-Spezialunternehmen Soletanche (Polska) setzte ab April 2018 in 670 Abschnitten über mehrere Kilometer die benötigten Schlitzwände. Die durchschnittliche Länge der einzelnen Lamellen betrug 6,5 Meter; sie wurden je nach Bodenverhältnissen auf dem von Soletanche erstellten Abschnitt in einer Tiefe von 12 bis 20 Meter errichtet. Diese Arbeit war im September 2019 abgeschlossen.
Die größte Herausforderung beim Bau war die Untertunnelung der Fahrröhren der Warschauer U-Bahn-Linie 1 unter Weiterführung des Bahnbetriebs. Hier mussten Schlitzwände bis in eine Tiefe von 29 Meter gesetzt werden. Folgend wurde eine 40 Meter lange und 18 Meter breite Stahlbetonhülle um die U-Bahnröhren gelegt. Die so abgesicherten Bahnröhren konnten nun untergraben werden, so dass eine Zeitlang ein in rund 10 Meter Tiefe verlaufendes Viadukt entstand. Die Betonarbeiten an der Stützkonstruktion konnten nur nachts – außerhalb der Betriebszeiten der Metro – durchgeführt werden.

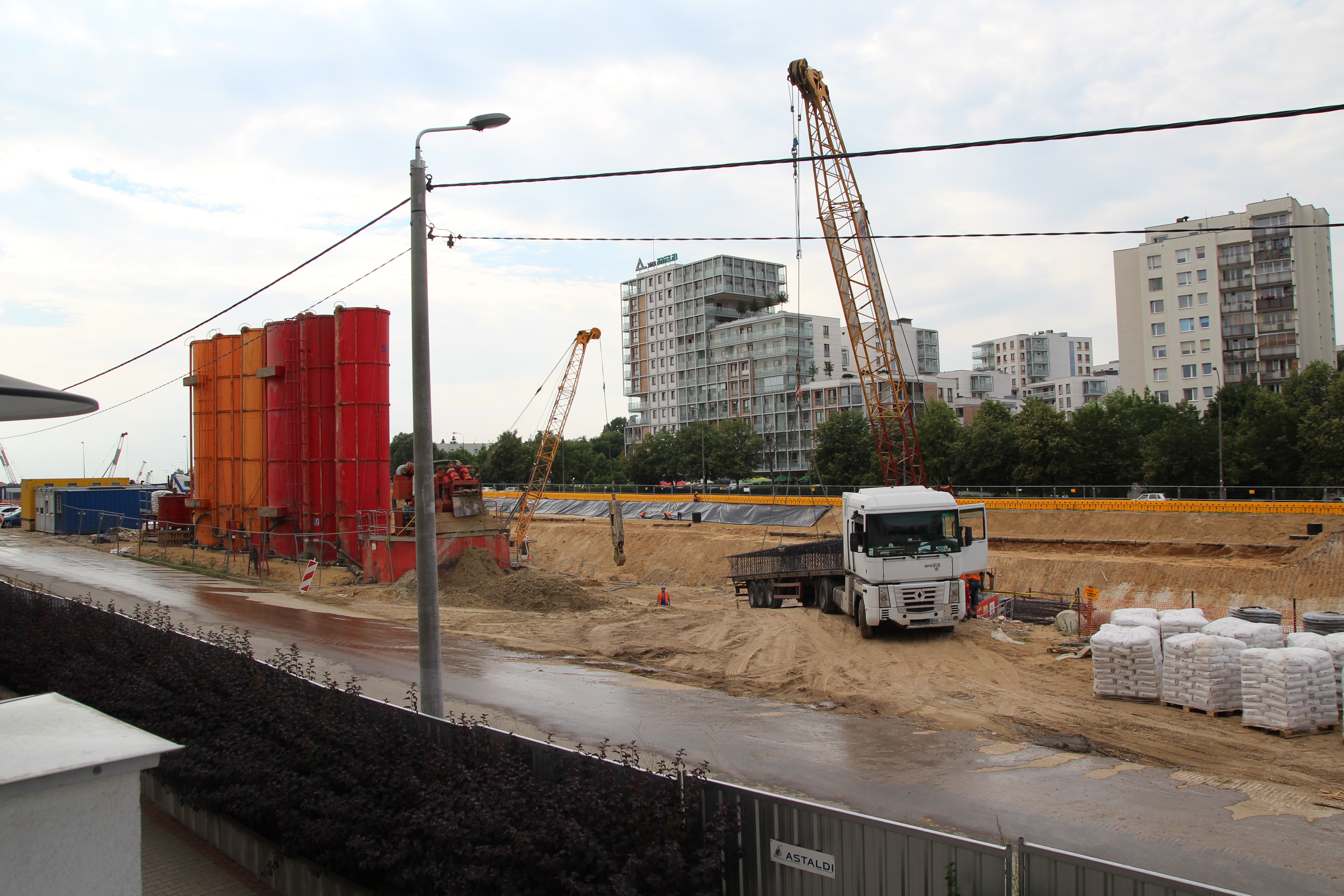
Setzen von Schlitzwänden an der Stryjeńskich-Straße, Juli 2018
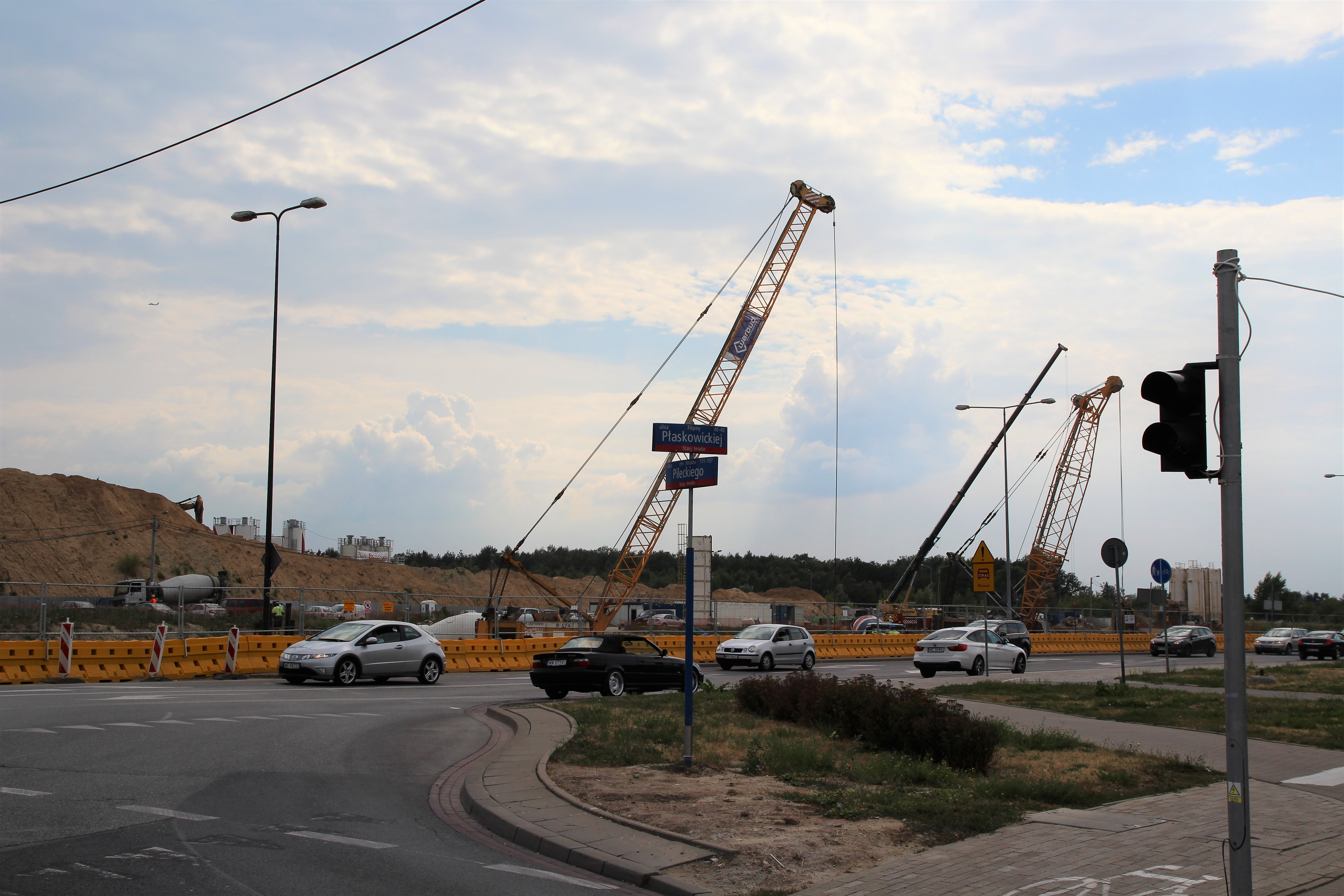
Setzen von Schlitzwänden an der Rotmistrza Witolda Pileckiego-Straße, Juli 2018
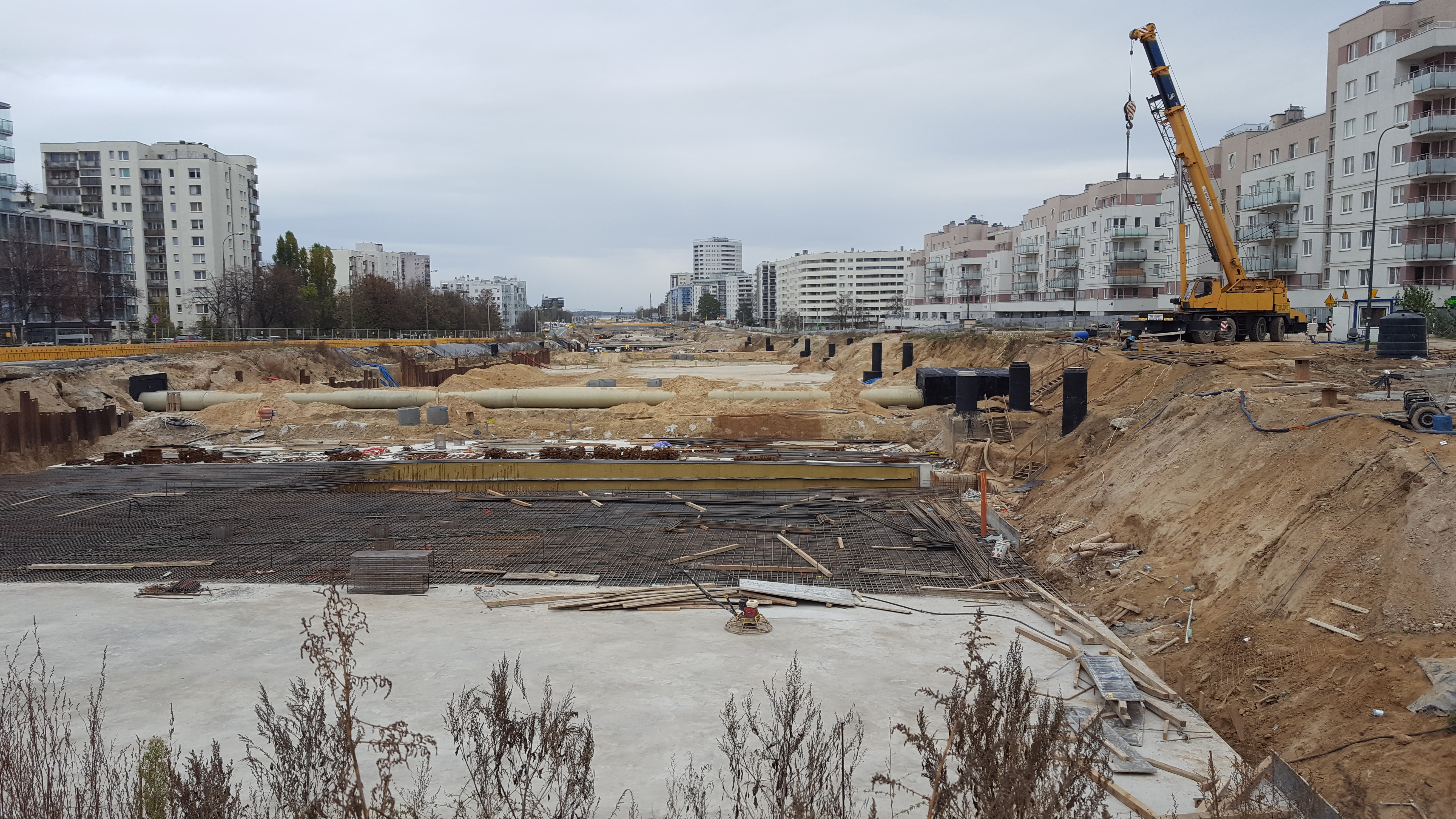
Betonieren der Tunneldecke an der Stryjeńskich-Straße, Oktober 2019
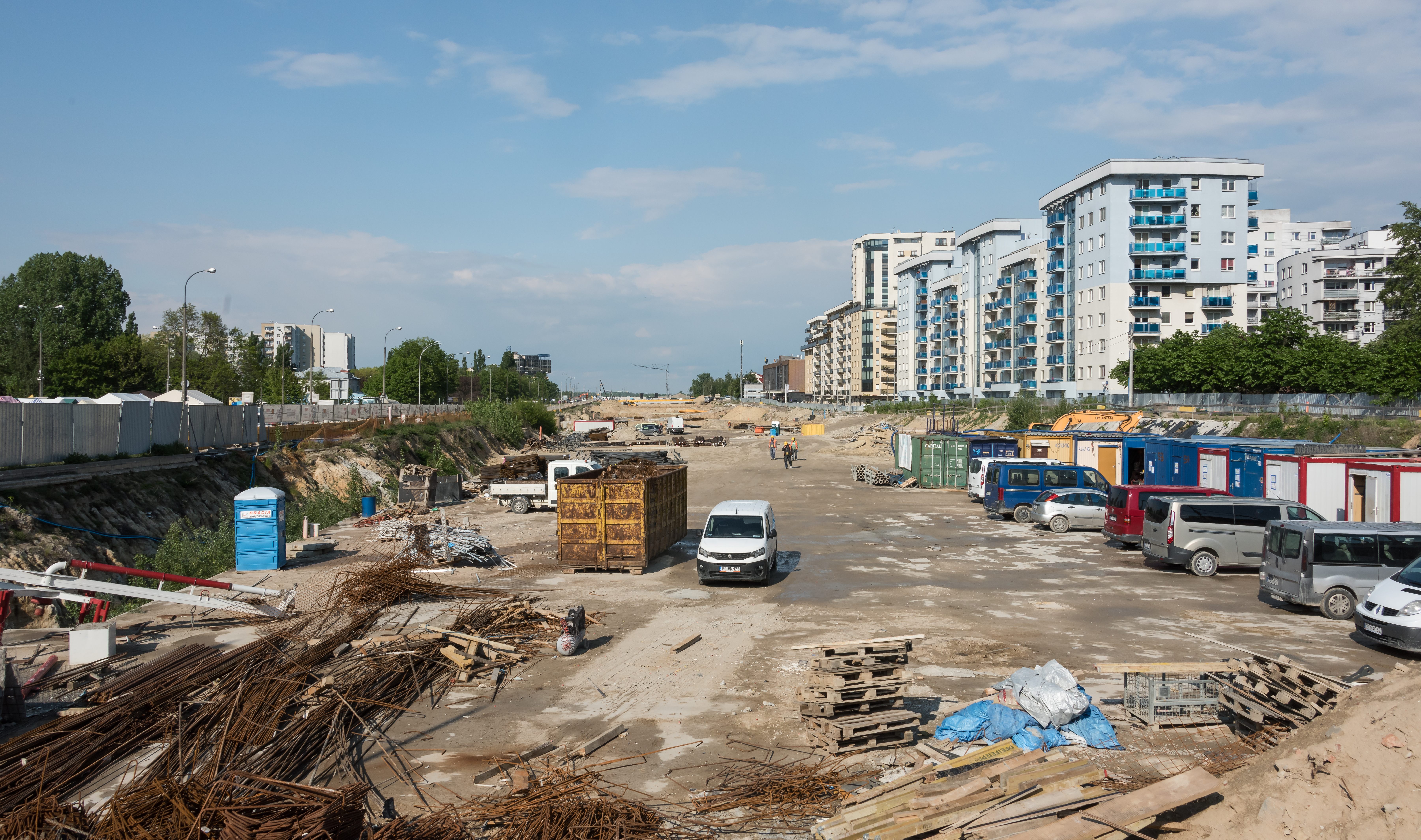
Auf der Tunneldecke an der Aleja KEN, Mai 2020

Für den Bau des Tunnels wurden 36.464 Tonnen Stahl und 409.826 Kubikmeter Beton verwendet. Der Tunnelbau sollte ursprünglich bis Mitte 2019 abgeschlossen sein. Aufgrund von Einwohnereinsprüchen und unerwarteter Mehrarbeit durch das aufwändige Verlegen vorhandener Strom-, Gas-, Heizungs- und Wasserleitungen im Baugebiet kam es zu einer Verzögerung von knapp zwei Jahren.

## Kosten und Nutzen
Die Kosten für den gesamten Bauabschnitt des Neubaus der S2-Schnellstraße von der Puławska-Straße bis zur Lubelska-Kreuzung (18,5 Kilometer), der neben dem Tunnel in Ursynów auch den Bau der südlichen Weichselbrücke enthält, beträgt 1.054.160.960 EUR. Der Cohesion Fund (outer most regions) der EU beteiligt sich über das Infrastructure and Environment-Programm der Periode 2014–2020 mit einem Betrag von 389.807.535 EUR (etwa 37 %) daran. Die Kosten für den Tunnelbau liegen bei etwa 1200 Mio. Złoty.
Die EU-Förderung erfolgte in der Erwartung, dass der Neubau den Transitverkehr aus der Stadtmitte verlegen und beschleunigen wird und damit dazu beiträgt, die Lebensqualität der Stadtbewohner zu verbessern und die Luftverschmutzung zu verringern. Der Schnellstraßenabschnitt soll außerdem eine effizientere Verbindung für den nationalen wie internationalen Durchgangsverkehr bieten und damit die wirtschaftliche Entwicklung Polens unterstützen.